# آنخل پرز (بازیکن فوتبال)
آنخل پرز (انگلیسی: Ángel Pérez؛ زادهٔ ۲۱ فوریهٔ ۱۹۸۱) بازیکن فوتبال اهل اسپانیا است.
از باشگاه‌هایی که در آن بازی کرده‌است می‌توان به باشگاه فوتبال کوردوبا، باشگاه ورزشی رئال مایورکا، باشگاه فوتبال رئال اویدو، و باشگاه فوتبال نومانسیا اشاره کرد.